# Лозерт, Роланд
Роланд Лозерт (нем. Roland Losert, р.6 января 1945) — австрийский фехтовальщик, чемпион мира; сын Йозефа Лозерта.

## Биография
Родился в 1945 году в Вене. В 1963 году стал обладателем золотой медали чемпионата мира. В 1964 году принял участие в Олимпийских играх в Токио, где в соревнованиях на рапирах стал 4-м в личном первенстве, а в соревнованиях на шпагах — 9-м в личном и командном первенствах. В 1968 году принял участие в Олимпийских играх в Мехико, где в соревнованиях на рапирах стал 17-м в личном первенстве, а в соревнованиях на шпагах — 9-м в командном первенстве. В 1972 году принял участие в Олимпийских играх в Мюнхене, где в соревнованиях на рапирах выступил неудачно, а в соревнованиях на шпагах стал 9-м в командном первенстве.